# Lucian Ban

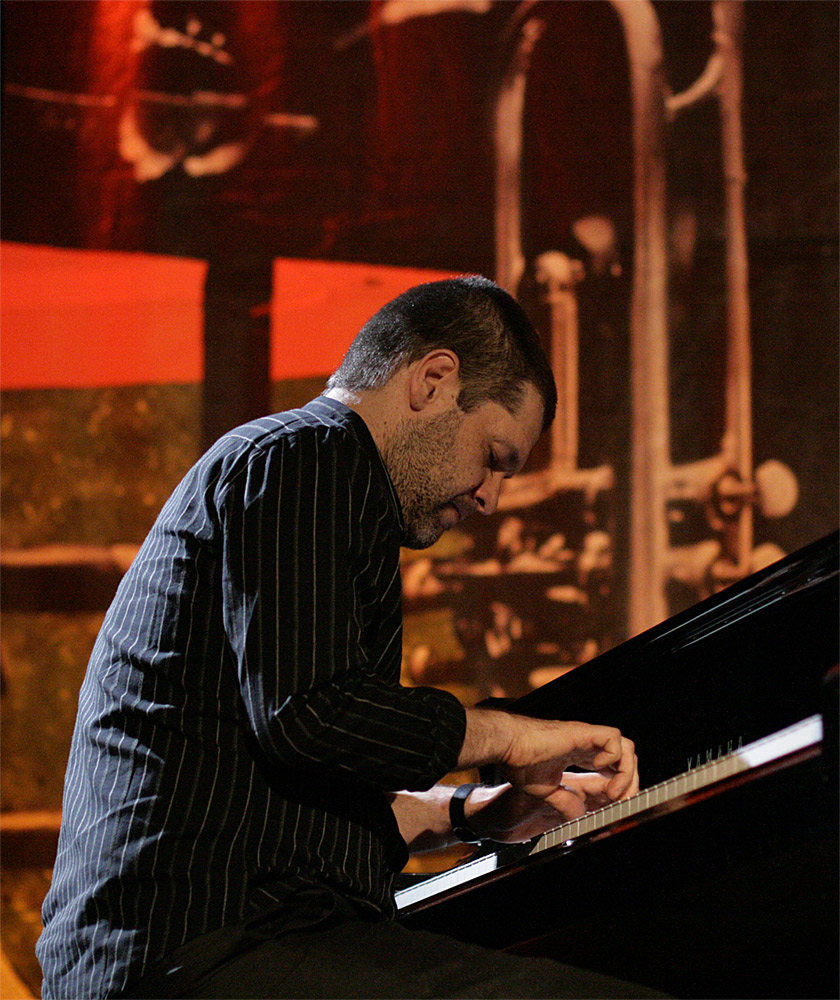
Lucian Ban

Lucian Ban (* 1969 in Cluj-Napoca) ist ein rumänischer Jazzpianist und Komponist.

## Leben und Wirken
Ban wuchs in Teaca (Kreis Bistrița-Năsăud) auf. Als er sieben Jahre alt war, zog seine Familie nach Cluj, wo er eine klassische Musikausbildung (Piano und Komposition) erhielt. Er studierte von 1992 bis 1995 Komposition an der Bukarester Musikakademie; 1995 gründete er die Formation Jazz Unit, für die er Kompositionen schrieb und mit der er in Rumänien zwei Alben vorlegte. 1999 zog er nach New York City, um seine Studien an The New School fortzusetzen. Für CIMP nahm er 2002 mit dem Saxophonisten Alex Harding sein Debütalbum Somethin’ Holy auf; 2004 gründete er mit Harding das Lumination Ensemble.
In den folgenden Jahren arbeitete Ban u. a. mit J. D. Allen III, Reggie Nicholson, Art Baron, Barry Altschul, Mark Helias, Nasheet Waits, Curtis Fowlkes, Pheeroan akLaff, Cristian Soleanu und Abraham Burton. 2008 hatte er ein gemeinsames Sextett mit Sam Newsome, mit dem er das Album The Romanian-American Jazz Suite (Discovery) einspielte. Mit seinem Oktett trat er mit einem Programm aus Werken des rumänischen Komponisten George Enescu auf dem Enescu Festival 2009 in Bukarest auf; es folgten Konzerte in Chicago, New York und London. In Sannicolau Mare kam Ban mit Maneri und John Surman 2018 auf Einladung der lokalen Bartók-Gesellschaft zusammen; mit „Transylvanian Folksongs“ stellten sie dort erstmals ein Programm vor, das die von Béla Bartók gesammelten Volksmusikthemen als Ausgangspunkt für weitergehende Improvisationen nahm. Zu hören ist er u. a. auch auf Mat Maneris Album Ash (2023).

## Auszeichnungen
Sein Album From Now On gewann 1999 in Rumänien die Auszeichnung „bestes Jazz-Album des Jahres“. In den Jahren 2005 und 2006 wurde Ban von der Hans Koller Foundation in der Kategorie „bester europäischer Jazzmusiker“ nominiert.

## Diskographische Hinweise
- Jazz Unit – Changes – Live at Green Hours (Green Records, 1998)
- Lucian Ban/Alex Harding Premonition (2003) mit Alex Harding, Chris Dahlgren, Damion Reid
- Lucian Ban/Alex Harding Tuba Project (CIMP, 2006) mit Bob Stewart
- Lucian Ban & Asymmetry Featuring Jorge Sylvester, Brad Jones & Derrek Phillips – Playground (Jazzaway, 2005)
- Silent Strike feat. Lucian Ban & Alex Harding – 3 AM (La Strada Music, 2008)
- Lucian Ban & John Hébert – Enesco Re-Imagined (Sunnyside, 2010) mit Gerald Cleaver, Badal Roy, Tony Malaby, Ralph Alessi, Mat Maneri, Albrecht Maurer
- Lucian Ban/Mat Maneri Transylvanian Concert, (ECM, 2013)
- Albrecht Maurer, Lucian Ban, Mat Maneri: Fantasm (The Loft Sessions) (Nemu Records, 2014)
- Lucian Ban & Elevation: Songs from Afar (Sunnyside, 2016, mit Abraham Burton, John Hébert, Eric McPherson sowie Mat Maneri, Gavril Tarmure)
- Lucian Ban, Alex Simu: Free Fall (Sunnyside, 2019)
- Lucian Ban, John Surman, Mat Maneri: Transylvanian Folksongs (Sunnyside, 2020)
- Lucian Ban/Alex Harding: Blutopia (Sunnyside, 2024)